# Jürgen Baasch
Jürgen Baasch (* 26. Dezember 1945 in Scharnhagen, Kreis Eckernförde) ist ein deutscher Politiker (SPD).
Nach dem Erreichen der mittleren Reife studierte Baasch an der Pädagogischen Hochschule in Bonn, gefolgt von einer Kassenlehre bei der Landesbezirkskasse Kiel I. Er war daraufhin Regierungsinspektoranwärter, Regierungsinspektor und Oberinspektor, parlamentarischer Mitarbeiter des Bundestagsabgeordneten Jürgen Anbuhl und ab 1976 Lehrer an der Integrierten Gesamtschule Neumünster.
Baasch war zunächst Juso-Kreisvorsitzender in Rendsburg-Eckernförde, danach SPD-Ortsvereins-Vorsitzender in Dänischenhagen, Beisitzer, stellvertretender Kreisvorsitzender und Kreisvorsitzender des SPD-Kreisverbands Rendsburg-Eckernförde. Er war Gemeindevertreter und stellvertretender Bürgermeister in Dänischenhagen und Kreistagsabgeordneter im Kreis Rendsburg-Eckernförde. Von 1988 bis 1992 vertrat er den Landtagswahlkreis Rendsburg-West als direkt gewählter Abgeordneter im Landtag von Schleswig-Holstein.